# 錫利什泰亞鄉 (特列奧爾曼縣)
44°44′N 25°02′E / 44.733°N 25.033°E
錫利什泰亞鄉（羅馬尼亞語：Comuna Siliștea, Teleorman），是羅馬尼亞的鄉份，位於該國南部，由特列奧爾曼縣負責管轄，處於布加勒斯特以西60公里，每年平均降雨量985毫米，海拔高度131米，2007年人口2,569。